# 철학
철학(哲學, 고대 그리스어: φιλοσοφία)은 세상의 옳고 그름이 무엇인지를 탐구,판별하는 것이다. 세계와 인간의 삶에 대한 근본 원리, 본질 등의 이해와 세계관을 토대로 한다. 또한 존재, 지식, 가치, 이성, 인식 그리고 언어, 논리, 윤리 등의 대상의 실체를 연구하는 학문이다. 이 말은 프로타고라스에 의해서 만들어졌다고 한다. 
철학(Philosophy)이라는 용어는 고대 그리스어의 필로소피아(φιλοσοφία, 지혜에 대한 사랑)에서 유래하였는데, 여기서 지혜는 일상생활에서의 실용하는 지식이 아닌 인간 자신과 그것을 둘러싼 세계를 관조하는 지식을 뜻한다. 이를테면 세계관, 인생관, 가치관이 포함된다. 이런 일반적인 의미로서의 철학은 어느 문화권에나 오래전부터 존재하여 왔다. 고대 그리스에서는 사실 학문 그 자체를 논하는 단어였고 전통상으로는 세계와 인간과 사물과 현상의 가치와 궁극적인 뜻을 향한 본질적이고 총체적인 천착을 뜻했다. 동양의 서구화 이후 철학은 대체로 고대 그리스 철학에서 시작하는 서양철학 일반을 지칭하기도 하나 철학 자체는 동서로 분리되지 않는다. 이에 더하여 현대 철학은 철학에 기초한 사고인 전제나 문제 명확화, 개념 엄밀화, 명제 간 관계 명료화를 이용해 제 주제를 논하는 언어철학이나 논리학등에 상당한 비중을 두고 있다.

## 어원
철학의 영어 명칭 'Philosophy'(필로소피)는 고대 그리스어 필레인(Φιλειν, 사랑하다)과 소피아(σοφία, 지혜)의 합성어로 직역하면 '지혜를 사랑한다'이다. 이는 피타고라스가 처음 사용한 말로 훗날  'Philosophy'의 어원이 되었다.
그는 스스로 모든 것을 안다고 자처하는 소피스트에 대하여 자신은 지혜의 소유자가 아닌 무지자(無知者)로서 오직 지혜를 사랑하는 사람이라고 말했다. 동양에서 쓰는 표현인 철학은 19세기 말 일본의 니시 아마네가 처음으로 'Philosophy'를 '희철학(希哲學)'으로 일역하여 사용하였다. 이게 나중에 줄어서 '철학'으로 불리기 시작했다. 한국에서는 이인재(李寅梓, 1870년∼1929년)가 1912년 《철학고변(哲學攷辨)》을 발간하면서 처음으로 사용하였다.
앎, 즉 배움과 깨달음을 두려워하지 않고 사랑하는 것은 모든 학문의 출발점이라서 지식과 지혜를 사랑하는 삶의 태도로 철학을 정의한다면, 철학은 특정한 학문 일종이라기보다는 학문 일반에서 요구되는 기본 자세이면서 실천하는 방법이라고 해야 한다. 실제로 '철학'은 일상 어법에서 '세계관', '사고방식'으로 약간 포괄하는 뜻으로 쓰인다.

## 철학의 대상
철학은 다양한 학문과 함께 쓰일 수 있다. 대표적인 예로는 형이상학, 윤리학, 정치철학, 과학 철학, 언어철학, 사회철학, 논리학, 미학, 인식론 등이 있다.
소크라테스 이전, 철학의 연구 대상은 자연이었다. 이것을 소크라테스 이전 철학이라고 하는데 자연을 스스로 움직이는 대상으로 생각하였다. 기원전 5세기 후반, 즉 소크라테스 시기 철학은 인간의 혼을 연구 대상으로 하였으며, 특히 윤리상 문제에 관심을 두었다. 소크라테스는 이전 철학과 반대되는 생각을 하였고 소크라테스 이후 플라톤과 아리스토텔레스가 등장한다. 이들은 소크라테스 시기 철학의 대상과 소크라테스 이전 철학 대상을 동시에 연구하여 철학 체계를 정립하였다.
한편 중세 철학에서 대상은 신이었다. 중세는 기독교 사상이 주류였기에 종교상 주관을 강하게 띠어 신을 향한 고찰이 결국 중심 문제였다. 근대 철학에서는 인간 지식의 근원이 주요 연구 대상이었으며 데카르트의 합리론과 로크의 경험론이 나왔으며, 칸트는 합리론과 경험론을 종합하여 비판 철학을 완성하였다.
현대 철학은 언어 철학과 구조주의와 포스트모더니즘이 주요 쟁점이 되었다. 르네 드 소쉬르가 처음 언어 철학을 언급한 뒤로 루트비히 비트겐슈타인 등이 언어 철학을 발전시켰다. 구조주의는 언어 철학과 크게 연관되어 생겨났으며 구조주의에 대한 비판으로 포스트구조주의가 나타났다. 한편 포스트모더니즘은 기존 모더니즘을 비판하며 등장하였다.

## 철학상 문제의 특징
철학과 다른 학문을 구분하는 방법 중 하나는 철학이 제기하는 문제가 다른 학문의 그것과 구분되는 점을 살펴보는 것이다. 18세기까지만 하더라도 수학과 물리학은 철학과 독립된 학문이 아니라 자연철학으로 인식되었다. 물론 여기서 당시에 통용된 물리학은 오늘날 자연과학에서 다루는 물리와 엄청난 차이가 있다.
철학의 고유한 문제들은 18세기 철학자 이마누엘 칸트의 네 가지 물음으로 요약될 수 있다.
- 나는 무엇을 아는가?: 인식론의 주요 문제. 외부의 사물(物)은 어떻게 인식되는가? 외부 사물은 실재하는가? 인간의 지각 능력에 독립해서 존재하는 실재란 과연 있는가? 있다면 인간의 인식은 어떻게 "거기 밖(out there)"에 있는 실재에 대응할 수 있는가? 인식은 어떻게 형성되는가? 하나의 인식이 참이 될 수 있는 기준에는 어떤 것이 있는가? 그리고 참인 인식에서 어떻게 지식을 획득할 수 있는가? 한편 형이상학에서 제기되는 문제는 인간 대부분의 인식 방법으로 해결이 불가능한 것이다. 신은 존재하는가? 우주의 시작과 끝은 존재하는가? 시간과 공간은 연속하는가?
- 나는 무엇을 해야 하는가?: 윤리학 주요 문제. 옳고 그른 것들 사이 차이가 있는가? 있다면, 우리는 그것을 어찌 증명할 수 있는가? 실제 상황에서 우리는 옳고 그름에 향한 이론상 관념을 어떻게 적용하는가?
- 나는 무엇을 바라는가?: 예술철학(미학)의 주요 문제. 예술은 인간에게 어떤 쾌락을 주는가? 아름다움(美)이란 무엇인가? 예술작품의 가치는 어디에 있는가?
- 인간이란 무엇인가?: 사회철학의 주요 문제. 인간은 어떻게 해서 사회를 이루는가? 국가는 어떻게 성립되고 또 어떻게 운영되는가?

## 서양 철학의 역사
고대 그리스에서는 Philein(사랑하다)과 Sophia(지식)라 하여 지식애(知識愛)나 학문 일반을 뜻했다. 그 종류로서는 가치철학, 실증철학, 도덕철학, 그 밖에 정치철학, 경제철학, 사회철학 등 열거한다면 끝이 없다.
역사적으로 아리스토텔레스에 따르면 철학은 밀레토스 학파에 의해서 시작되었으며, 그것은 신화로부터의 학문의 독립이었다. 그리스에서는 철학이 '모든 학문의 여왕'이라고 불리어 거의 '학문'과 같은 뜻으로 쓰였다. 중세는 로마 가톨릭 교회 철학의 시대로 철학은 '신학의 시녀'가 되었다. 근세에 이르러 다양한 분야의 과학이 현저히 발전하면서 철학도 과학과 결부되어 발달했다. 또한 과학뿐만 아니라 예술 · 종교 그리고 일상생활에서의 여러 문제도 철학의 재료가 되어 철학은 더욱더 복잡해진다.

### 고대 그리스 철학
- 소크라테스 이전 철학자
- 플라톤의 철학
- 아리스토텔레스의 철학

### 중세 철학
- 교부철학
- 스콜라 철학
  - 토마스 아퀴나스의 철학
- 중세 논리철학

### 근대 철학
- 경험론
- 합리론
- 독일 관념론: 칸트, 셸링, 피히테, 헤겔, 쇼펜하우어

### 현대 철학
- 분석 철학
- 언어철학
- 현상학
- 과학철학
- 구조주의
  - 포스트구조주의
- 포스트모더니즘

## 대표적인 철학자

### 고대 중국 철학자
공자 · 노자 · 장자 · 맹자

### 고대 그리스 철학자
전소크라테스 철학자 · 소피스트 · 소크라테스 · 플라톤 · 아리스토텔레스 · 에피쿠로스 · 플로티노스 · 프로클로스

### 중세 철학자
아우구스티누스 · 토마스 아퀴나스 · 안셀무스 · 둔스 스코투스 · 피에르 아벨라르

### 르네상스(15 - 16세기)의 철학자
마르실리오 피치노 · 조반니 피코 델라 미란돌라 · 지오르다노 브루노 · 몽테뉴 · 니콜로 마키아벨리

### 17 - 18세기의 철학자
르네 데카르트 · 존 로크 · 토머스 홉스 · 조지 버클리 · 데이비드 흄 · 이마누엘 칸트 · 프리드리히 헤겔 · 프리드리히 셸링 · 베네딕투스 데 스피노자 · 고트프리트 라이프니츠 · 장자크 루소

### 19세기의 철학자
아르투르 쇼펜하우어 · 프리드리히 니체 · 쇠렌 키르케고르 · 카를 마르크스

### 20세기의 철학자
알프레드 노스 화이트헤드 · 에드문드 후설 · 고틀로프 프레게 · 버트런드 러셀 · 루드비히 비트겐슈타인 · 앙리 베르그송 · W.V.O. 콰인 · 마르틴 하이데거 · 모리스 메를로퐁티 · 장 폴 사르트르 · 장 피아제 · 시몬 베유 · 미셸 푸코 · 존 롤즈 · 자크 데리다 · 질 들뢰즈 · 펠릭스 가타리 · 안토니오 네그리 · 존 듀이 · 윌리엄 제임스 · 솔 크립키

## 동양 철학
고대 그리스 철학자들에서 출발하여 현대에 이르기까지 서양의 여러 나라에서 발전 철학적 전통들을 서양철학이라 한다면, 동양철학은 중국에서 비롯된 철학사상에 바탕을 둔 한국, 일본 등지의 철학을 일컬으며, 한 걸음 더 나아가서는 인도의 고대철학을 동양철학의 범주에 넣기도 한다.
다만 이마누엘 칸트가 제시한 네 가지 물음을 만족하는 철학은 동양에 거의 존재하지 않기 때문에 동양 사상이라고 말하는 사람도 있다.

### 중국 철학
- 노장 사상
- 제자백가 사상
- 공맹 사상
- 성리학
- 양명학
- 고증학

#### 선진 시대
- 노자 · 공자 · 양주 · 묵자 ·
- 장자 · 혜자 · 맹자 ·
- 순자 · 한비자

#### 한대
- 동중서 · 왕충

#### 위진 현학
- 왕필 · 혜강 · 곽상 · 열자

#### 당-송대
- 한유 · 주돈이 · 소옹 · 장재 · 정이 · 정호 · 주희 · 육상산

#### 명-청대
- 왕양명 · 왕용계 · 왕심재 · 하심은 · 나근계 · 이지 (1527년) · 유종주 · 황종희 · 왕부지 · 고염무

### 인도 철학
- 우파니샤드의 철학
- 샹가의 철학
- 고대 인도신화

### 한국 철학

#### 조선 철학
- 퇴계학
- 퇴계사상
- 율곡사상
- 실학사상
- 도학
- 태학

## 관련 서적
- 철학의 주요개념 1ㆍ2 / 백종현 pdf
- 이정우. 《개념 뿌리들 1》. 철학아카데미. 2004년. ISBN 9788995447024 
 이정우. 《개념 뿌리들 2》. 철학아카데미. 2004년. ISBN 8995447036

## 같이 보기
- 경제철학